# Titane (film)
Pour l’article homonyme, voir Titane.
Pour plus de détails, voir Fiche technique et Distribution.
Titane est un film franco-belge, écrit et réalisé par Julia Ducournau, sorti en 2021.
Le film suit Alexia, gravement blessée dans un accident de la route alors qu'elle était enfant, qui est sauvée par la pose d'un implant en titane dans son crâne. Vers l'âge de 30 ans, elle devient danseuse érotique dans des rassemblements de tuning interlopes et elle vit toujours chez ses parents. Mais elle souffre d'un grave syndrome post-traumatique et est prise de pulsions meurtrières. Des crimes sanglants se succèdent dont la police recherche l'auteur. Au même moment, Vincent, pompier, croit retrouver son fils Adrien disparu depuis dix ans après son interpellation par les inspecteurs de la douane dans un aéroport. En réalité, il s'agit d'Alexia, qui a pris l'apparence d'un jeune homme afin d'échapper aux forces de l'ordre. Vincent incorpore Alexia/Adrien dans l'escouade des pompiers qu'il commande. Un jeu complexe d'attirance et de répulsion va se jouer entre Vincent et son prétendu fils qui reste muet. Toute cette situation se complique encore plus avec la grossesse improbable et monstrueuse d'Alexia.
Présenté en compétition au Festival de Cannes 2021, il remporte la Palme d'or.

## Synopsis
Une petite fille nommée Alexia est en voiture avec son père. Alors qu'elle enlève sa ceinture de sécurité, son père se retourne pour la gronder et cause un accident de voiture. Alexia est blessée et une plaque de titane doit lui être vissée dans la tête. Quand elle sort de l'hôpital, elle esquive ses parents et embrasse leur voiture.
Quelques années plus tard, Alexia, adulte, une grande cicatrice sur le côté du crâne, travaille comme showgirl dans un salon automobile. Une nuit, un admirateur la suit jusqu'au parking, lui déclare son amour et l'embrasse de force. Alexia le tue brutalement avec une baguette pour cheveux en métal. Elle retourne se doucher et entend des bruits venant de la salle principale. Elle y trouve la voiture sur laquelle elle a dansé auparavant, qui s'est activée seule. Elle y entre nue et fait l'amour à la voiture jusqu'à l'orgasme.
Alexia est en réalité une tueuse en série qui a tué plusieurs personnes en quelques mois. Elle vit chez ses parents, avec lesquels elle n'a pas de relation et qui ignorent ses actions.
Alexia finit par se rendre compte qu'elle est enceinte quand son vagin commence à sécréter de l'huile de moteur. Elle essaie d'avorter avec sa baguette pour cheveux mais échoue.
Elle se rend à une soirée au cours de laquelle elle tue soudainement Justine, une de ses collègues avec qui elle venait de commencer une relation sexuelle, ainsi que tous les invités, sauf une femme, qui parvient à s'échapper. Alexia rentre chez elle et met le feu à sa propre maison après avoir enfermé ses parents dans leur chambre. Maintenant activement recherchée pour meurtres, Alexia altère son apparence afin de ressembler à Adrien Legrand, un jeune garçon disparu dix ans auparavant à l'âge de sept ans, en se coupant les cheveux, en se bandant la poitrine et le ventre et en se cassant le nez. Elle se rend ensuite à la police, prétendant être Adrien, où son père, Vincent, considère Alexia comme son fils disparu et refuse de se soumettre  à un test ADN.
Vincent, qui est pompier, emmène Alexia à la caserne et la présente à sa brigade. Les pompiers restent sans voix devant « Adrien », muet, androgyne et apparemment traumatisé, mais refusent de questionner le comportement de leur commandant. Alexia devient apprenti à la caserne sous la supervision de Vincent. Alors que ce dernier donne de plus en plus de responsabilité à son prétendu fils, l'un des pompiers, Rayane, met en doute l'identité de ce dernier, mais Vincent le fait taire et lui dit de ne plus jamais en parler. 
Vincent tente de préserver sa force physique en s'injectant des stéroïdes, mais son corps semble construire une immunité. Alexia est de plus en plus perturbée par la possessivité de Vincent et pense à s'évader de la caserne, mais quand Vincent fait une arythmie cardiaque, elle décide de rester avec lui.
L'ex-femme de Vincent, de qui il n'avait plus de nouvelles, vient rendre visite à son fils supposé et découvre Alexia, maintenant enceinte de plusieurs mois, en train de se bander le corps. Furieuse, elle décide toutefois de garder le secret, pour ne pas faire souffrir son ex-mari en détruisant ses illusions, et demande à Alexia de prendre soin de lui. Vincent finit par se rendre compte de la supercherie en découvrant la poitrine d'Alexia, mais continue de la considérer comme son fils et de prendre soin d'elle. Quand Rayane insiste pour qu'Alexia parte, Vincent le piège pendant une intervention en lui donnant une bonbonne de gaz à évacuer en plein incendie.
Lors d'une fête à la caserne, les pompiers demandent à « Adrien » de danser. Alexia fait une chorégraphie de showgirl, ce qui laisse les pompiers confus. Vincent, mortifié, sort de la foule. Après la fête, Alexia fait l'amour avec un camion de pompier.
Le corps d'Alexia commence à être sévèrement blessé : la peau de son estomac se déchire pour révéler du métal. Alors que sa grossesse arrive à son terme, Alexia révèle son véritable nom à Vincent, avant d'essayer de le séduire puis de le supplier de l'aider. Vincent aide Alexia à accoucher, la plaque de titane disloquant son crâne à la dernière poussée, ce qui la tue. Vincent, en pleurs, tient le nouveau-né, dont le corps est recouvert de titane.

## Fiche technique
Sauf indication contraire, les informations mentionnées dans cette section peuvent être confirmées par la base de données cinématographiques Unifrance,  présente dans la section « Liens externes ».
- Titre original : Titane
- Réalisation et scénario : Julia Ducournau
- Musique : Jim Williams
- Décors : Laurie Colson
- Costumes : Anne-Sophie Gledhill
- Photographie : Ruben Impens
- Son : Séverin Favriau, Fabrice Osinski et Stéphane Thiébaut
- Montage : Jean-Christophe Bouzy
- Production : Jean-Christophe Reymond
- Sociétés de production : Kazak Productions, en coproduction avec Frakas Productions, Arte France Cinéma, VOO et BeTV, en association avec les SOFICA Cinémage 15 et Cofinova 17
- Sociétés de distribution : Diaphana Distribution (France) ; Agora Films (Suisse), Entract Films (Québec), O'Brother Distribution (Belgique)
- Budget : 7,43 millions d'euros
- Pays de production :  France -  Belgique
- Langue originale : français
- Format : couleur — 2,39:1 — Dolby Digital
- Genres : thriller, drame, horreur et fantastique
- Durée : 108 minutes
- Dates de sortie :
  - France : 13 juillet 2021 (Festival de Cannes) ; 14 juillet 2021 (sortie nationale)
  - Belgique : 28 juillet 2021
  - États-Unis : 1er octobre 2021
- Classification :
  - France : interdit aux moins de 16 ans
  - États-Unis : R - Restricted (interdit aux moins de 17 ans)

## Distribution
- Agathe Rousselle : Alexia
- Vincent Lindon : Vincent, le père d'Adrien
- Garance Marillier : Justine
- Laïs Salameh : Rayane, un jeune pompier
- Mara Cissé : Jeantet, un jeune pompier
- Marin Judas : Charrier, un jeune pompier
- Diong-Kéba Tacu : Sissoko, un jeune pompier
- Myriem Akheddiou : la mère d'Adrien
- Bertrand Bonello : le père d'Alexia
- Céline Carrère : la mère d'Alexia
- Adèle Guigue : Alexia à 7 ans
- Thibault Cathalifaud : le fan d'Alexia lors du rassemblement de tuning
- Dominique Frot : la femme secourue par les pompiers (appelée « The Macarena Lady » dans le générique)

## Production

### Genèse et inspirations
Julia Ducournau aurait eu l'inspiration du film sur la base d'un flash fantasmé sur la blessure d'une créature au squelette incassable. Dans la foulée elle lit les récits mythologiques de Gaia et Ouranos, qui ont engendré les Titans.
Elle souhaite mettre en scène un personnage avec une féminité stéréotypée et sexualisée, pour la déconstruire. Ainsi raconte-elle lors d'un entretien avec le journal Le Monde : « On va découvrir que la féminité de ce personnage a des contours incroyablement plus flous, plus flexibles, plus noirs et profonds ».
Le film s'inspire de nombreuses références cultes du cinéma, parmi lesquelles Crash de David Cronenberg sorti en 1996 abordant un style de fétichisme automobile. Il navigue entre plusieurs genres cinématographiques entre la science-fiction, le drame psychologique, le gore ou le film d'horreur et comporte des scènes violentes.

### Tournage
En septembre 2019, on annonce que Vincent Lindon et Agathe Rousselle sont engagés pour interpréter les rôles principaux, avec Julia Ducournau en tant que scénariste et réalisatrice,. Julia Ducournau choisit Rousselle car elle est alors inconnue du grand public. Cela permet d'offrir au public un visage vierge et androgyne, afin de ne pas susciter de projection et de rendre la transformation de cette identité imprévisible et crédible au cours du processus de transition opéré durant le film.
Le tournage, censé débuter en avril 2020, est reporté à cause de la pandémie de Covid-19, Julia Ducournau étant restée alitée 6 semaines après avoir contracté le virus. Il commence donc en septembre 2020. L'équipe de tournage est identique à celle du film Grave. Le tournage a lieu à Nanterre, en Île-de-France, et à Martigues, dans les Bouches-du-Rhône.

## Accueil

### Accueil critique à l'étranger
Titane reçoit des avis positifs des critiques de films. Sur le site web agrégateur de critiques Rotten Tomatoes, il détient un taux d'approbation de 90 % basé sur 249 critiques, avec une moyenne de 7,80/10. Le consensus des critiques du site est le suivant : « Film plein de suspens, original et provocateur, Titane réaffirme la vision délicieusement perturbante de la réalisatrice et scénariste Julia Ducournau ». Sur Metacritic, le film obtient une note de 74 sur 100, évaluation basée sur 46 critiques, ce qui indique des « critiques généralement favorables ».
Le film est appelé le film le plus choquant de l'année 2021 par Nicholas Barber de la BBC. Les analogies avec des films comme Fast and Furious sont relevées, cependant la qualité transgressive des codes de genre, ainsi que le traitement des thèmes de la violence des femmes, la transidentité masculine est relevée.
Le rôle d'Alexia joué par Agathe Rousselle a parfois été critiqué comme une fétichisation d'un corps de personne trans. L'iconographie de la transition des hommes trans est beaucoup utilisée à travers le film (comme les pratiques de bandage de la poitrine), même s'il n'est pas évident qu'Alexia s'identifie comme homme, car elle utilise le personnage d'Adrien pour échapper à la police.
Le film présente des similitudes (érotisme mécanique, hyper-sexualité, morbidité de la scarification, ...) avec le film Crash tiré du roman de J. G. Ballard.

### Accueil critique en France
La critique de Télérama, par exemple, est divisée entre Guillemette Odicino saluant un film qui « hurle sa foi dans la puissance de la mise en scène » et celle de Cécile Mury déplorant que la réalisatrice « sature, de références cinéphiles en effets de mise en scène paroxystiques, empilant talent et esbroufe, hermétisme et surenchère ».
Pour sa part, Clarisse Fabre du Monde félicite la réalisatrice qui « signe un puissant film de genre et transgenre, avec Agathe Rousselle en créature hors norme et Vincent Lindon en pompier bodybuildé ». Selon elle, Ducournau « pousse les clichés à l'extrême » pour se livrer ensuite à leur déconstruction.

### Box-office
La semaine de sa sortie en France, le film cumule un peu moins de 90 000 entrées, mais atteint les 300 000 fin septembre 2021.
| Pays ou région | Box-office      | Date d'arrêt du box-office | Nombre de semaines |
| -------------- | --------------- | -------------------------- | ------------------ |
| France         | 303 610 entrées | 17 novembre 2021           | 18                 |
| Espagne        | 32 520 entrées  | -                          | -                  |
| Italie         | 22 519 entrées  | -                          | -                  |
| Allemagne      | 9 115 entrées   | -                          | -                  |
| Russie         | 6 585 entrées   | -                          | -                  |
| Total mondial  | 4 932 335 $     | -                          | -                  |

## Distinctions
Titane est présenté en première mondiale pendant le Festival de Cannes 2021 le 13 juillet 2021 et remporte la Palme d'or. Durant la cérémonie de clôture, le président du jury Spike Lee comprend mal la directive qui lui est donnée en français de révéler le « premier prix » et révèle la « première place ». En conséquence, il donne prématurément le nom du film remportant la Palme d'or. Ducournau est la deuxième réalisatrice à remporter une Palme d'or, après Jane Campion en 1993 pour La Leçon de piano et la première à ne pas gagner le prix conjointement avec un autre réalisateur (Campion avait remporté le prix conjointement avec Chen Kaige, réalisateur d'Adieu ma concubine). Les seules autres femmes ayant remporté une Palme d'or sont les actrices Adèle Exarchopoulos et Léa Seydoux, honorées par le jury en 2013 aux côtés du réalisateur Abdellatif Kechiche pour leur performance dans La Vie d'Adèle.
Lors de sa projection au festival de Cannes plusieurs spectateurs ont été pris de malaise et ont dû sortir de la salle.
Au Festival international du film de Toronto 2021, le film remporte le People's Choice Award dans la section « Midnight Madness ».
Le film est sélectionné pour représenter la France aux Oscars 2022. Finalement, il n'est pas retenu par l'Académie des Oscars.
Le film reçoit quatre nominations à la 47e cérémonie des César mais il est absent de la catégorie récompensant le meilleur film,.

### Récompenses
- Festival de Cannes 2021 : Palme d'or
- Festival international du film de Toronto 2021 : People's Choice Award dans la section « Midnight Madness »
- Camerimage 2021 : Grenouille d'or dans la section « débuts en réalisation »
- Women Film Critics Circle Awards 2021 : prix « Courage in Filmmaking » et prix WFCC du meilleur film étranger par ou sur des femmes
- Prix du cinéma européen 2021 : meilleurs maquillage et coiffure (Flore Masson, Olivier Afonso et Antoine Mancini)
- Lumières 2022 : meilleure révélation féminine (Agathe Rousselle)
- Magritte 2022 :
  - Meilleur film étranger
  - Meilleure image (Ruben Impens)

### Nominations
- Magritte 2022 :
  - Meilleure actrice dans un second rôle pour Myriem Akheddiou
  - Meilleur son
  - Meilleurs décors
- Prix du cinéma européen 2021 :
  - Meilleur film
  - Meilleure réalisation
  - Meilleure actrice pour Agathe Rousselle
  - Meilleur acteur pour Vincent Lindon
- Lumières 2022 :
  - Meilleur acteur pour Vincent Lindon
  - Meilleure musique pour Jim Williams
- César 2022 :
  - Meilleure réalisation
  - Meilleur espoir féminin pour Agathe Rousselle
  - Meilleure photographie
  - Meilleurs effets visuels
- BAFA 2022 : 
  - Meilleure réalisation